# ᴎ
Cette page contient des caractères spéciaux ou non latins. S’ils s’affichent mal (▯, ?, etc.), consultez la page d’aide Unicode.
Ne doit pas être confondu avec la lettre cyrillique i ‹ И и ›.
ᴎ, appelé petite capitale N réfléchi, petite capitale êta ou petite capitale eng, est une lettre additionnelle de l’écriture latine qui est utilisée dans l’alphabet phonétique ouralien.

## Utilisations
Dans l’alphabet phonétique ouralien, ‹ ᴎ › représente une consonne nasale vélaire voisée dévoisée, l’êta minuscule ‹ η › ou l’eng minuscule ‹ ŋ › représentant une consonne nasale vélaire voisée et la petite capitale indiquant le dévoisement de celle-ci,. Elle a la forme d’une petite capitale i cyrillique ‹ И ›.

## Représentations informatiques
La petite capitale N peut être représentée avec les caractères Unicode (Extensions phonétiques) suivants :
| formes    | représentations | chaînes de caractères | points de code | descriptions                                       |
| --------- | --------------- | --------------------- | -------------- | -------------------------------------------------- |
| minuscule | ᴎ               | ᴎ                     | U+1D0E         | lettre minuscule latine petite capitale n réfléchi |